# Daffy und der Wal
Daffy und der Wal (Originaltitel: La Grenouille et la baleine) ist ein kanadischer Kinder-Fantasyfilm von Jean-Claude Lord, der 1988 als Teil der Serie Tales for All veröffentlicht wurde.
Im Film übernimmt Fanny Lauzier die Hauptrolle der Daphné, eines jungen Mädchens, das in Mingan, Quebec lebt. Sie hat die Eigenschaft entwickelt, unter Wasser zu atmen, und sich mit Delfinen und Walen angefreundet, die nahe ihrer Stadt am Sankt-Lorenz-Golf leben.

## Auszeichnungen
Der Film erhielt drei Nominierungen bei den Genie Awards im Jahr 1989 für das beste Originaldrehbuch, die beste Kamera (Thomas Burstyn) und den besten Song („We Are the One“). Außerdem gewann Daffy und der Wal den Golden Reel Award als erfolgreichster kanadischer Film des Jahres.

## Kritik
Das Lexikon des internationalen Films bezeichnete den Film als „naive[n], weitgehend langweilige[n] Kinderfilm ohne Charme und Poesie“, der „zwar alle Zutaten des Genres“ beinhalte, aber „durch ihre Aufbereitung alle Chancen zu fesselnder Unterhaltung“ verschenke.